# 페리둔 잔디
페리둔 잔디(فريدون زندى)는 이란의 축구 선수이다. 포지션은 공격형 미드필더이다. 2006년 독일 월드컵에 참가한 바 있다.